# Psorose des agrumes
La psorose des agrumes est une maladie virale qui affecte les plantes du genre Citrus (agrumes). Cette maladie qui se manifeste par une desquamation de l'écorce est largement répandue dans la plupart des régions agrumicoles du monde. Elle est provoquée par un phytovirus, Citrus psorosis virus  (CPsV), rattaché au genre Ophiovirus (famille des Aspiviridae). On en connaît plusieurs formes notamment  CPsV-A et CPsV-B. La transmission est peut-être assurée par des insectes vecteurs de la famille des Aphididae, notamment le puceron de la spirée (Aphis spiraecola). 

## Étymologie
Le terme « psorose », emprunté à l'anglais « psorosis », dérive d'une racine grecque,  ψώρα (psora), « gale », en référence au symptôme principal de la psorose, qui est l'écaillement de l'écorce (ou desquamation corticale) du tronc et des branches principales,.